# Distretto di Wairoa
Il distretto di Wairoa è un'autorità territoriale della Nuova Zelanda che si trova entro i confini della regione della Baia di Hawke, nell'Isola del Nord. La sede del Consiglio distrettuale si trova nella città di Wairoa.
Wairoa è la città più settentrionale della regione e si trova sulla costa della baia di Hawke, alla foce del fiume Wairoa. La città è situata a circa 70 chilometri a nordest di Napier e 70 chilometri a sudovest di Gisborne.
Il nome originario della città fu Clyde, ma venne cambiato per evitare confusione con altre due città neozelandesi dal nome simile, una vicina a Napier (Clive) e una nel Distretto di Central Otago (Clyde).
Oggi la città conta una popolazione di circa 4 300 abitanti (cioè circa la metà dell'intera popolazione del Distretto di Wairoa) e la sua economia (originariamente basata sulla caccia alla balena) si fonda sull'agricoltura e sull'artigianato.